# ژولس واندورن
ژولس واندورن (به فرانسوی: Jules Vandooren) بازیکن فوتبال و مدافع اهل فرانسه است که از سال ۱۹۳۳ تا ۱۹۴۲ میلادی عضو تیم ملی فوتبال فرانسه بوده‌است. وی در ۲۲ بازی ملی حضور داشته است و در بازی‌های ملی‌اش گلی به ثمر نرساند.